# Adriani Vastine
Adriani Vastine (Pont-Audemer, 2 de julio de 1984) es un deportista francés que compitió en boxeo. Su hermano Alexis compitió en el mismo deporte.
Ganó una medalla de bronce en el Campeonato Europeo de Boxeo Aficionado de 2011, en el peso wélter.

## Palmarés internacional
| Campeonato Europeo | Campeonato Europeo | Campeonato Europeo | Campeonato Europeo |
| Año                | Lugar              | Medalla            | Categoría          |
| ------------------ | ------------------ | ------------------ | ------------------ |
| 2011               | Ankara (Turquía)   | Medalla de bronce  | 69 kg              |